# Chris Hardwick
Chris Hardwick, född Christopher Ryan Hardwick den 23 november 1971 i Louisville i Kentucky i USA, är en amerikansk komiker och skådespelare. Han är mest känd från TV-serien Back at the Barnyard där han har huvudrollen som Otis. 

## Filmografi i urval
- 1998 – Courting Courtney
- 1998 – Art House
- 1998 – Beach House
- 2002 – Jane White Is Sick & Twisted
- 2003 – House of 1000 Corpses
- 2003 – Terminator 3: Rise of the Machines
- 2004 – Spectres
- 2004 – Johnson Family Vacation
- 2005 – The Life Coach
- 2007 – Back at the Barnyard (TV-serie)
- 2009 – The Mother of Invention
- 2009 – Halloween II
- 2010 – Lego: The Adventures of Clutch Powers
- 2011 – Extremely Loud and Incredibly Close